# Гай Кассій Лонгін (змовник)
Гай Кассій Лонгін  (лат. Gaius Cassius Longinus; до 85 до н. е. — 42 до н. е.) — римський полководець і сенатор, один з лідерів змови і замаху на Юлія Цезаря, зведений брат Марка Юнія Брута.

## Життєпис

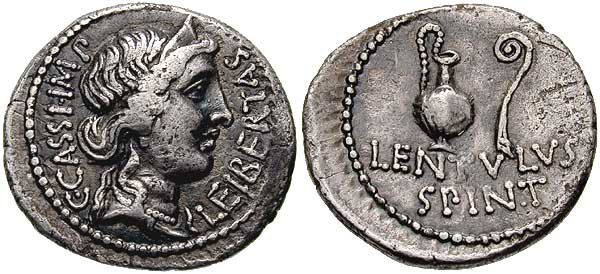
Денарій Гая Кассія Лонгіна і Лентула Спінта із зображенням богині волі (Лібертас) 42 р. до н. е. Військовий монетний двір у Смирні.

Був квестором у війську Ліцинія Красса під час його походу проти парфян. Ще до виступу, а також і під час походу, Кассій не раз давав Крассу корисні поради, але Красс залишав їх без уваги, внаслідок чого зазнав повної поразки. Залишки війська були врятовані Кассієм і дали йому можливість не тільки захистити Сирію від нападу парфян, але навіть здобути перемогу над ними поблизу Антіохії. У 49 р. до н. е., у званні народного трибуна, він з'єднався з Помпеєм і розбив флот Цезаря у Сицилії, але після Фарсальської битви перейшов на бік останнього і був зроблений його легатом. Гай Юлій Цезар, незважаючи на прихильність до Касія, не цілком довіряв йому, чому мало-помалу і порушив проти себе його ненависть. Це й було причиною того, що Кассій вступив у змову проти Цезаря, внаслідок якої Цезаря було вбито.
Кассій і Брут примушені були залишити Рим і позбулися своїх провінцій, Сирії та Македонії, отримавши замість них Крит і Киренаїку, як би для закупівлі хліба для народу. Не вважаючи себе в безпеці, вони залишили Італію, склали з себе преторство і вирушили у свої колишні провінції. Кассій залучив на свій бік легіони, що стояли в Сирії, завдав поразки Антонію при Мутині і був затверджений сенатом як правитель Сирії, після чого розбив при Лаодікеї свого суперника Долабеллу. Коли Антоній, Лепід і Октавій уклали між собою тріумвірат, Кассій і Брут разом рушили на захист республіки до Македонії з стотисячним військом. Зайнявши вигідну позицію при Філіпах, Кассій і Брут стали чекати тріумвірів, які відразу ж напали на них. Хоча Брут і взяв верх над Октавієм, але Кассій, що керував іншим крилом, був відсунутий Антонієм і, не знаючи про перемогу Брута, позбавив себе життя, що і спричинило за собою повну поразку війська прихильників республіки. Тіло Касія було поховано на острові Фазос.